# 泰葉
泰葉（やすは、1961年〈昭和36年〉1月17日 - ）は、日本の歌手、シンガーソングライター、タレント、元プロレスラー。血液型：A型。初代林家三平の次女。春風亭小朝の元妻。本名：海老名 泰葉（えびな やすは）。
東京都出身。所属事務所は、小澤音楽事務所→レッドバス・エンタープライズ（結婚による芸能界引退まで）→アイアン・キャンドル→ねぎし事務所（亡父の事務所で実母が代表者）→株式会社FISEMAN→ねぎし事務所→泰葉エンターテイメント。結婚引退中は、夫・小朝の事務所「春々堂」の社長だった。

## 家族
- 祖父：七代目林家正蔵（本名・海老名竹三郎）
- 父：初代林家三平（本名・海老名泰一郎）
- 母：海老名香葉子
  - 姉：海老名美どり（夫は峰竜太）
  - 弟：九代目林家正蔵（本名・海老名泰孝、妻は海老名有希子）
    - 甥：林家たま平（本名・海老名泰良）
    - 甥：林家ぽん平（本名・海老名泰宏）

  - 弟：二代目林家三平（本名・海老名泰助、妻は国分佐智子）

父は落語家の初代林家三平。母は作家の海老名香葉子。伯父は釣竿職人の中根喜三郎（母・香葉子の兄）、祖父に7代目林家正蔵、実姉に海老名美どり、実弟に9代目林家正蔵と2代目林家三平、義兄に峰竜太。
林家たま平（弟・正蔵の長男）、林家ぽん平（弟・正蔵の次男）､下嶋兄（姉・美どりと峰の息子）は甥にあたる。他に一般人女性（弟・正蔵の長女）の姪がいる。

## 来歴・人物
幼少の頃からクラシックを学ぶ。台東区立根岸小学校、台東区立忍岡中学校、東京都立芸術高等学校卒業。音大進学の失敗を機にクラシックから転向し、ジャズやポピュラー歌手を志す。1981年、ポリドール・レコード（現：ユニバーサルミュージック）より『フライディ・チャイナタウン』でシンガーソングライターとしてデビュー。また、アーティストへの楽曲提供も行い、『夏のRELIFE』（松本伊代）、『YES, IT'S MY HEART』（少女隊）、『目黒の実家に帰ります』（五十嵐祐子）などを残した。タレントとしては『午後は○○おもいッきりテレビ』（日本テレビ系）の初代アシスタント司会を務めるなどした。
その後、春風亭小朝と婚約し、1988年4月に小朝の援助を受けて桐朋学園大学音楽学部に入学、同年6月に結婚した。しかし、大学は3ヶ月ほどで中退。自身は芸能界を引退し、小朝の事務所「春々堂」の社長として小朝のマネージメントを務め始めた。
引退後は基本的に表舞台から姿を消したが、2004年の長弟・こぶ平の9代目正蔵襲名記念披露パーティーの企画に携わるなど落語界で裏方的な活動をこなし、テレビにも時々登場することがあった。
2007年11月11日、小朝と離婚。翌12日に帝国ホテルの宴会場で離婚発表の記者会見を開いて久々に公の前に姿を見せ、1億5千万円という慰謝料について「安い」と不平を漏らした。これを機に芸能事務所「アイアン・キャンドル」を立ち上げるなど芸能界へ本格復帰し、アメーバブログ上に公式ブログを開設する。2008年、夫婦生活や離婚の経緯などを綴った著書『開運離婚』を出版。同書には父・三平の半生を描いたドキュメンタリー映画を製作するとの記述があったが、2010年時点で進展が途絶えている。
2008年12月9日、同年の大晦日に有明コロシアムで行われる『ハッスル・マニア2008』の発表記者会見に乱入し、プロレスのリングにおいてフランク・シナトラが360度観客に囲まれて歌を歌ったように、プロレスのリングで歌を歌う「ファイティング・オペラハッスル」として電撃参戦することを公言した。しかしそこに『ハッスル』の支配者・高田総統が現れ、歌を歌いたければリング上で戦い勝つことを条件として課せられ、強制的にプロレスラーとなってしまった。12月30日に行われた試合は大晦日のゴールデンタイムに放映され、裏番組の『NHK紅白歌合戦』とも戦うこととなった。試合本番では対戦相手のアン・ジョー司令長官に対し7分10秒で勝利した（決め技は『回転“海老名”固め』）。
2009年には自作の新曲で歌手再デビューを果たし、ライブハウスでのショーやCDのインストアライブに出演する傍ら、川嶋あいらを擁す「つばさアーティスト」の一員としてライブ「つばさ祭」にも出演した。しかし、2010年4月に予定していたミュージックラウンジでのライブ出演が中止となり、所属マネージメント会社をファイズマンへ移籍。同年8月の神宮外苑花火大会への登壇をもって歌手活動を休止し、充電期間に入る。ただし、休業期間中もブログの更新は続けていた。
2011年5月8日、実弟の2代目三平、義妹に当たる国分佐智子、母・香葉子とともに東日本大震災の被災地である岩手県大船渡市を慰問。また、同年10月に催された三平と国分の結婚披露宴に出席し、マスコミ取材では「弟やったぜ!」「来年アーティスト活動を（再開）しますので」と発言していたが進展はなく、2013年7月にねぎし事務所への再所属と歌手活動再開を発表し、ディナーショーを開催した。
2016年6月6日、ねぎし事務所を退社し、個人事務所「泰葉エンターテイメント」を設立。同社社長就任を発表した。同年7月8日から10日にかけては、名古屋・大須演芸場「ヒマワリ7月寄席」に三味線芸人として特別出演を果たす。
2017年9月20日、イラン人会社経営者のメィヒディ・カーゼンプールとの婚約を発表。2018年4月23日、婚約解消を報告した。
2018年2月19日、公式ブログにて自己破産したことを公表する。
2020年9月6日、パキスタン人男性との交際を公表するとともに、東京ジャーミィにてイスラム教徒に改宗したことを公式ブログとYouTubeで報告する。
2021年1月4日、公式ブログにて自身が双極性障害と診断されたことを公表する。療養のためしばらく休業すると発表したのち、同年11月12日には公式ブログの更新も休止すると発表した。前述のパキスタン人男性については「結婚するのは病気を治してからでないと失礼だと思ったので、（2020年の）12月31日にお別れのメッセージを送りました」と婚約破棄を報告。
2022年6月29日、折からのシティポップ・ブームに乗って海外で大ブームとなった『フライディ・チャイナタウン』を収録したファーストアルバム『TRANSIT』のCDが再発売。中古市場で高騰していた『フライディ・チャイナタウン』の7インチレコードおよび『TRANSIT』のLPレコードが復刻。『ViVid』『RESERVED』『White Key』のアルバム3作が初CD化。同時にデジタル配信が開始された。

### 小朝との結婚・離婚
シンガーソングライターやタレントとして活動していた1980年代、仕事のことで悩み、引退を考えていた。「辞めたら辞めたでやることがなくなるから辞められない」ということを春風亭小朝に相談したところ、小朝から「じゃあ僕の妻になるかい」とプロポーズされる。このプロポーズを機に小朝との結婚を決め、同時に芸能界から引退した。
その後は小朝が所属する事務所の社長を務め、主に小朝のマネージメント活動を行っていたが、時折テレビに出演し、小朝や弟のいっ平（現：2代目三平）と共演する機会もあった。
2007年、自らのプロデューサーとしての活動発展を理由に離婚する。翌日にメディア発表を行い、小朝、実弟2人の同席や金屏風をバックにした異例づくめの離婚会見を行った。離婚の経緯について、仕事を続ける中で主婦業に集中できず、中途半端が嫌なため、夫婦という関係を解消しようと申し出たことを明らかにした。TBSの取材では「落語家である小朝を尊敬するあまり、夫の小朝との関係が家族愛ではなく師弟愛であった」と涙ながらに語り、落語家の妻には二度とならないと語った。

### アイアン・キャンドル
2007年、脚本家の田渕久美子とともに芸能事務所「アイアン・キャンドル」を共同設立し、本名で代表取締役に就任した。2008年1月から放送されたNHK大河ドラマ『篤姫』の脚本を担当した田渕のマネジメントと、同作品の総合プロデュースを名目に事業を行っていた。なお、泰葉も同社がマネジメントしている2008年8月にNHK総合『思い出のメロディー』に出演している。
しかし、田渕が自身の衣装として事務所に向けて発注した着物の代金未払いが発覚し、2008年11月、事務所に対して2000万円の損害賠償請求訴訟が提起された。続いて泰葉が呉服店関係者に対し、田渕の再婚した夫の最期が近いことなどを連絡したにもかかわらず連絡に応じなかったとして、留守番電話や電子メールに罵倒を発したことから、同年12月には泰葉に対する名誉毀損訴訟も提起された。『ハッスル・マニア2008』の練習などで公の場に現れた泰葉は、損害賠償については和解勧告を受けており、名誉毀損については罵倒を認めて謝罪文を送付したとマスコミに説明している。
その後、一連の騒動で「アイアン・キャンドル」は会社解散の危機に追い込まれたが、泰葉自身の歌手活動の復活とともに、つばさエンタテインメント（つばさレコーズ）とエージェント契約を結ぶことで活動を継続した。

### その他エピソード
- 泰葉の名前の由来は、父・三平の本名、泰一郎の「泰」の字と、母・香葉子の「葉」の字からとって付けられた。
- 1984年4月23日、フジテレビ『笑っていいとも!』のテレフォンショッキングに出演した際、泰葉が「お友達紹介」の際、電話番号を誤り、一般人宅に間違い電話をかけてしまった。タモリが冗談で「明日来てくれるかな?」と問いかけたところ、相手が「いいとも!」と答えたため、次の日から3日間、本コーナーの前に一般人がゲストのテレフォンショッキングが行われた[16][17]。
- 明石家さんまにプロポーズされたことがあり、それを本気にしていたという[18]。
- 3歳より日本舞踊紫派藤間流の藤間紫穂に入門し、現在は藤間信乃輔の元で長年稽古をしている。2017年3月には名執名を「藤間香乃葉」と改めた。名取式には家元代行の市川笑三郎や次期家元の藤間爽子らが同席した[19]。
- 小朝との夫婦生活では家事が嫌いだった。小朝がテレビ番組で語ったところによると、部屋にわた屑が落ちているのを見兼ねた小朝が「そろそろ掃除をしたら?」と言った際、「人類の誕生以来ホコリで死んだ人はいない」と反論されたという。

## ディスコグラフィ

### シングル
| 発売日                 | 規格     | 規格品番   | 面 | タイトル                         | 作詞                            | 作曲            | 編曲       |
| ---------------------- | -------- | ---------- | -- | -------------------------------- | ------------------------------- | --------------- | ---------- |
| ポリドール・レコード   |          |            |    |                                  |                                 |                 |            |
| 1981年9月21日          | EP       | 7DX-1120   | A  | フライディ・チャイナタウン       | 荒木とよひさ                    | 海老名泰葉      | 井上鑑     |
| 1981年9月21日          | EP       | 7DX-1120   | B  | モーニング・デート               | 荒木とよひさ                    | 海老名泰葉      | 井上鑑     |
| 1982年3月              | EP       | 7DX-1161   | A  | ブルーナイト・ブルー             | 荒木とよひさ                    | 海老名泰葉      | 井上鑑     |
| 1982年3月              | EP       | 7DX-1161   | B  | 突然ハプニング                   | 荒木とよひさ                    | 海老名泰葉      | 井上鑑     |
| 1982年8月              | EP       | 7DX-1179   | A  | 水色のワンピース                 | 荒木とよひさ                    | 海老名泰葉      | 萩田光雄   |
| 1982年8月              | EP       | 7DX-1179   | B  | Thinking of you                  | 荒木とよひさ                    | 海老名泰葉      | 萩田光雄   |
| 1983年4月              | EP       | 7DX-1224   | A  | ポール・ポーリー・ポーラ         | 荒木とよひさ                    | 海老名泰葉      | 鈴木茂     |
| 1983年4月              | EP       | 7DX-1224   | B  | 涙のブロークンハート             | 荒木とよひさ                    | 海老名泰葉      | 後藤次利   |
| 1983年10月             | EP       | 7DX-1264   | A  | COOL TOWN                        | 山口美央子                      | 海老名泰葉      | 矢島賢     |
| 1983年10月             | EP       | 7DX-1264   | B  | HOT TOWN                         | 山口美央子                      | 海老名泰葉      | 矢島賢     |
| 1984年6月25日          | EP       | 7DX-1315   | A  | 夏の恋・ジェラシー               | 海老名泰葉・竜真知子            | 海老名泰葉      | 井上鑑     |
| 1984年6月25日          | EP       | 7DX-1315   | B  | 夏のエピソード                   | 竜真知子                        | 海老名泰葉      | 海老名泰葉 |
| 1984年9月25日          | EP       | 7DX-1333   | A  | 下町スウィング                   | 下田逸郎                        | 筒美京平        | 船山基紀   |
| 1984年9月25日          | EP       | 7DX-1333   | B  | ショート・ストーリー（短編小説） | 下田逸郎                        | 筒美京平        | 船山基紀   |
| 1986年9月25日          | EP       | 7DB-0001   | A  | Sincerely Yours                  | 小林まさみ                      | 泰葉            | 宮原恵太   |
| 1986年9月25日          | EP       | 7DB-0001   | B  | Don't You Know                   | 森田由美                        | 泰葉            | 見良津健雄 |
| IRON CANDLES           |          |            |    |                                  |                                 |                 |            |
| 2008年12月17日         | CDS      | XNIC-10001 | 1  | お陽様よほほえんで               | 泰葉                            | 泰葉            | 井上鑑     |
| 2008年12月17日         | CDS      | XNIC-10001 | 2  | 大聖堂                           | 泰葉                            | 泰葉            | 井上鑑     |
| 2009年12月2日          | CDS      | XNIC-10003 | 1  | I Believe                        | 泰葉                            | 泰葉            |            |
| 2009年12月2日          | CDS      | XNIC-10003 | 2  | フライディ・チャイナタウン2009   | 荒木とよひさ                    | 海老名泰葉      |            |
| SANPEIDO               |          |            |    |                                  |                                 |                 |            |
| 2015年3月4日           | CD       | SPDO-1001  | 1  | 桜舞う日は                       | 海老名香葉子・Yasuha            | Yasuha          | 井上一平   |
| 2015年3月4日           | CD       | SPDO-1001  | 2  | ひとひらひらり                   | Yasuha                          | Yasuha          | 井上一平   |
| 2015年3月4日           | CD       | SPDO-1001  | 3  | HAND in HAND～手をつなごう～     | 原案：海老名香葉子 うえのけいこ | うえのけいこ    | 井上一平   |
| 泰葉エンターテイメント |          |            |    |                                  |                                 |                 |            |
| 2017年7月20日          | 音楽配信 | 音楽配信   | 1  | Smile                            | Geoffrey Parsons,John Turner    | Charles Chaplin |            |
| 2018年4月21日          | 音楽配信 | 音楽配信   | 1  | 深愛のmythology                  |                                 | 泰葉            |            |

### アルバム
| 発売日         | レーベル                 | 規格 | 規格品番   | アルバム                        | 備考 |
| -------------- | ------------------------ | ---- | ---------- | ------------------------------- | --- |
| 1981年11月1日  | ポリドール               | LP   | 28MX-1069  | TRANSIT                         | |
| 1986年12月21日 | ポリドール               | CD   | H32P-20135 | TRANSIT                         | |
| 1994年11月26日 | ポリドール               | CD   | POCH-1432  | TRANSIT                         | |
| 2022年6月29日  | ポリドール               | CD   | UPCY-90069 | TRANSIT                         | |
| 1982年4月25日  | ポリドール               | LP   | 28MX-1092  | ViVid                           | |
| 2022年6月29日  | ポリドール               | CD   | UPCY-90070 | ViVid                           | |
| 1982年6月11日  | ポリドール               | LP   | 14MX-1120  | わっ不っ思議ー。                | レコードの溝が2本切ってある特殊加工レコード（A面のみ）。 同じ曲（「水色のワンピース」）のアレンジ違い版が入っており、レコード針の落とし方でどちらかが流れる。                                                                       |
| 1983年3月25日  | ポリドール               | LP   | 28MX-1128  | RESERVED                        | |
| 2022年6月29日  | ポリドール               | CD   | UPCY-90071 | RESERVED                        | |
| 1983年11月1日  | ポリドール               | LP   | 14MX-1152  | わっ不っ思議ー。Part.2          | レコードの溝が逆方向に切ってある特殊加工レコード（A面のみ）。 通常のレコード盤と違い、針を内側に落として再生する。曲の進行とともに針が外側に移動する。 ジャケットはアルバム「RESERVED」のジャケットを反転（文字が裏返し）したもの。 |
| 1984年9月5日   | ポリドール               | LP   | 28MX-1187  | White Key                       | テレビ東京『おはようスタジオ』テーマ曲「GOOD MORNING T.V SHOW」は本作に収録。 |
| 2022年6月29日  | ポリドール               | CD   | UPCY-90072 | White Key                       | テレビ東京『おはようスタジオ』テーマ曲「GOOD MORNING T.V SHOW」は本作に収録。 |
| 1986年3月25日  | ポリドール               | CD   | H32P-20070 | Yasuha – シングル・コレクション | |
| 1986年9月25日  | Broadway                 | LP   | 28MB-0001  | YAHHOO!!                        | |
| 1986年10月10日 | Broadway                 | CD   | H32B-20001 | YAHHOO!!                        | |
| 2006年3月1日   | ユニバーサルミュージック | CD   | UPCY-6120  | GOLDEN☆BEST 泰葉                | |
| 2016年6月22日  | ユニバーサルミュージック | CD   | UPCY-9311  | GOLDEN☆BEST 泰葉                | |
| 2017年9月20日  | 泰葉レコーズ             | CD   | YZYY-3001  | フライディ・チャイナタウン      | 後に発売中止。 |

#### コンピレーション・アルバム
1. 横浜幻想（2004年1月28日、GT Music）-「フライディ・チャイナタウン」
2. ISETAN Songs Collection 1972-1986（2011年4月13日、GT Music）-「セクシー28℃」（『わっ、不っ思議ー』の収録曲。伊勢丹のキャンペーンソングとしてタイアップ）

### 楽曲提供
| 歌手       | 年   | タイトル                   | 作曲/編曲 | 収録盤（【S】はシングル） | 備考/規格品番                                                                         |
| ---------- | ---- | -------------------------- | --------- | ------------------------- | ------------------------------------------------------------------------------------- |
| 五十嵐祐子 | 1986 | 目黒の実家へ帰ります       | 作曲      | 目黒の実家へ帰ります【S】 | EP:SV-9195                                                                            |
| 少女隊     | 1986 | BABY'S ROCK                | 作曲      | UNTOUCHABLE               | LP:28PL-111                                                                           |
| 少女隊     | 1986 | YES IT’S MY HEART          | 作曲      | UNTOUCHABLE               | LP:28PL-111                                                                           |
| 少女隊     | 1986 | もっとチャールストン       | 編曲      | もっとチャールストン【S】 | - EP:7PL-220 - 小林信吾との共同編曲                                                   |
| 少女隊     | 1986 | Misty Morning Stranger     | 編曲      | もっとチャールストン【S】 | - EP:7PL-220 - 小林信吾との共同編曲                                                   |
| 少女隊     | 1986 | Rubber Sole                | 作曲      | バランスシート【S】       | EP:7DB-0002                                                                           |
| 少女隊     | 1987 | チアガールの放課後         | 作曲      | ZOO                       | LP:28MB-0007/CD:H33B-20007                                                            |
| 松本伊代   | 1986 | 不思議なのはサヨならの方法 | 作曲      | 天使のバカ                | - CD:VDR-1281/LP:SJX-30308 - アルバム『YAHHOO!!』にて「夏のRELIFE」としてセルフカバー |

### 出演映像作品
1. 一慶・泰葉のTHE VHD WORLD
  - 1986年。制作協力：パック・イン・ビデオ、制作・著作：日本ビクター。VHDで発表。非売品。

## 著書
- 『開運離婚』（2008年2月、小学館刊）ISBN 4093637180

## 主な出演番組

### テレビ
情報番組
| 期間          | 期間         | 番組名                                         | 役職                             |
| ------------- | ------------ | ---------------------------------------------- | -------------------------------- |
| 1984年4月     | 1985年3月    | おはようスタジオ（テレビ東京）                 | 司会                             |
| 1987年10月5日 | 1988年4月1日 | 午後は○○おもいッきりテレビ（日本テレビ放送網） | アシスタント                     |
| 2007年12月    | 2007年12月   | たかじんのそこまで言って委員会（読売テレビ）   | ゲスト出演 ※離婚の経緯などを説明 |

バラエティ番組
- ばらえてい テレビファソラシド（NHK総合） - レギュラー
- 今夜は最高!（日本テレビ）
- 笑っていいとも! テレフォンショッキング（1986年4月7日・2009年7月14日、フジテレビ）
- ビートたけしの絶対見ちゃいけないTV（TBS） - ナレーション
- 海老名さん家の茶ぶ台（TBS）※複数回ゲスト出演。キーボードでピアノ即興演奏を披露するなどした[20]。

### ラジオ
- FMリクエストアワー（1985年4月 - 1986年3月、NHK-FM）[2]
- パノラマワイド ヨーイドン!（TBSラジオ）
- NISSANナマ生ステーション・日本全国7時半!（1982年10月 - 1983年3月、ニッポン放送） - 木曜パーソナリティー
- ウィークエンド・イングス（MBSラジオ）
- ハロー!ナショナルショウルーム（1984年10月 - 1987年4月、MBSラジオ） - やしきたかじんと共にパーソナリティを務めた[2]。
- MIKI サウンド ペインティング（MBSラジオ）
- DJ Tomoaki’s Radio Show!（2009年1月22日、下北FM）

## 演じた女優
- 白石まるみ - 『ことしの牡丹はよいぼたん』（1983年、フジテレビ）
- 土田真里恵→清水由紀 - 『林家三平ものがたり おかしな夫婦でどーもスィマセーン!』（2006年、テレビ東京）